# Бојан Стојановић
Бојан Стојановић (Панчево, 12. јун 1986) је српско-немачки фотограф и видеограф.

## Биографија
Стојановић је рођен 1986. године, а пореклом је из Баваништа, где је завршио ОШ „Бора Радић”, а у Панчеву Музичку школа „Јован Бандур” и Електротехничку школу „Никола Тесла”. Живео је и радио у Београду до краја 2014. када се сели у Немачку. Добитник је годишње награде Удружења 321 Србија у категорији најбољи промо фото-видео материјал.
Фотографијом се бави од почетка двехиљадедесетих година, а од 2015. стекао је искуство у продукцији видео снимака.
Радио је за више компанија у Србији, Француској и Немачкој. Дизајнирао је корице књиге за реномиране издаваче у Немачкој као и видео и фото презентације за немачке универзитете. Радио је у културном одељење групе Бајер-Култур.